# Steal Hear
Steal Hear – siódmy studyjny album amerykańskiego rapera Coolio. Został wydany 28 października 2008 roku.

## Lista utworów
Opracowano na podstawie źródła.
1. „Gangsta Walk” (featuring Snoop Dogg) – 3:57
2. „Cruise Off” – 4:57
3. „They Don’t Know” (featuring Black Orchid) – 3:54
4. „It’s On” – 3:46
5. „Boyfriend” (featuring A.I.) – 3:33
6. „Do It” (featuring Goast) – 4:19
7. „Lady and a Gangsta” (featuring K-La) – 4:24
8. „Make Money” (featuring Gangsta Lu) – 4:16
9. „Back It Up Now” (featuring Vizhun, Goast and Emo) – 3:52
10. „Keep It Dancing” – 3:49
11. „Dip It” (featuring Gangsta Lu) – 3:31
12. „Motivation” (featuring A.I.) – 4:26
13. „One More Night” (featuring L.V.) – 4:08
14. „Here We Come” – 4:37
15. „Keep It Gangsta” – 4:13